# Zeddine
Zeddine est une commune de la wilaya de Aïn Defla en Algérie.